# Jeju World Cup Stadium
O Estádio da Copa do Mundo de Jeju é um estádio localizado na cidade de Seogwipo, na ilha de Jeju, na Coreia do Sul.
Inaugurado em Dezembro de 2001, tem capacidade para 42.250 torcedores e sediou partidas da Copa do Mundo de 2002.
Atualmente é a casa do time de futebol Jeju United, da K-League.

## Jogos da Copa do Mundo de 2002
- 8 de Junho: Grupo C -  Brasil 4 - 0  China
- 12 de Junho: Grupo B -  Eslovênia 1 - 3  Paraguai
- 15 de Junho: Oitavas de Final -  Alemanha 1 - 0  Paraguai